# Krisslegnidmal
Krisslegnidmal (Tebenna bjerkandrella) är en fjärilsart som beskrevs av Carl Peter Thunberg 1784. Krisslegnidmal ingår i släktet Tebenna och familjen gnidmalar. Enligt den finländska rödlistan är arten sårbar i Finland. Arten är reproducerande i Sverige. Artens livsmiljö är fuktiga gräsmarker, dikesrenar. Inga underarter finns listade i Catalogue of Life.

## Bildgalleri

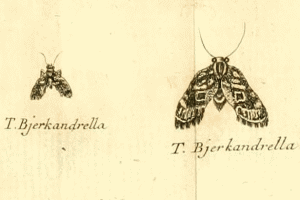